# Paweł Zbierski
Paweł Zbierski (ur. 15 maja 1959 w Gdańsku) – polski publicysta, reporter, scenarzysta i reżyser. Debiutował jako poeta na łamach czasopisma „Rejsy”. W 1980 wolontariusz w redagowanym w Gdańsku przez Arkadiusza „Arama” Rybickiego serwisie BIPS z Pawłem Huellem i Andrzejem Zarębskim. Uczestnik Ruchu Młodej Polski. Dziennikarz „Gazety Wyborczej”, potem dziennikarz telewizyjny. Autor relacji newsowych, a także reportaży i filmów dokumentalnych. Współpracownik Lecha Bądkowskiego i rubryki Samorządność w „Dzienniku Bałtyckim”.

## Wczesne lata
Urodził się i wychowywał w Gdańsku jako syn Eleonory Zbierskiej i Andrzeja Zbierskiego, archeologa. Miał brata Dominika. Jego dziadek Dominik Zbierski był senatorem II RP”. Ukończył III LO w Gdańsku, gdzie należał do młodzieżowej organizacji opozycyjnej i redagował gazetkę „Topolówka”. Publikował pod pseudonimem Maria Stolińska w ukazującym się poza zasięgiem cenzury piśmie „Bratniak”. W latach szkolnych publikował na łamach miesięcznika „Pomerania”. W maju 1980 zdał egzamin maturalny.
Uczył się dziennikarstwa pod kierunkiem Lecha Bądkowskiego. Za jego namową wstąpił do Zrzeszenia Kaszubsko-Pomorskiego. Przed sierpniem 1980 uczestniczył w spotkaniach samokształceniowych organizowanych przez Aleksandra Halla. Mimo pomyślnie zdanego egzaminu na wydział humanistyczny Uniwersytetu Gdańskiego, wziął urlop dziekański i pracował jako wolontariusz w tworzącym się wówczas NSZZ „Solidarność”. 
Po wprowadzeniu stanu wojennego doręczono mu powołanie do Ludowego Wojska Polskiego. Przez kilka miesięcy skutecznie uchylał się od wojska, przebywając w szpitalu (otrzymał kategorię „E”). W latach 1984–1987 studiował polonistykę w Uniwersytecie Jagiellońskim w Krakowie, uczęszczając m.in. na dwuletnie proseminarium z języka i literatury ukraińskiej. W Krakowie Włodzimierz Mokry uświadomił mu ukraińskie korzenie po stronie matki. W 1987 napisał pracę dyplomową pt. Ukraina Słowackiego (promotor prof. Maria Żmigrodzka).

## Dziennikarstwo i praca zawodowa
Jeszcze podczas studiów uniwersyteckich współpracował z różnymi tytułami prasowymi, w tym „Gazeta Gdańska”, „Tygodnik Powszechny”, „W Drodze” i „Gazeta Wyborcza”. W 1987 rozpoczął pracę jako asystent w Zakładzie Literatury XX wieku Uniwersytetu Gdańskiego pod kierunkiem prof. Małgorzaty Czermińskiej; prowadził tam zajęcia m.in. z historii literatury powszechnej oraz współczesnej literatury polskiej. Równolegle pracował jako dziennikarz w „Gazecie Gdańskiej”.
Był w zespołach redakcyjnych: dwutygodnika „Pielgrzym”, kwartalnika „Tytuł” i „Gazety Gdańskiej”. W wydawnictwie „Atext” inicjator Biblioteki Vinzenza. W publicystyce z tamtego czasu interesował go temat wielokulturowości Polski. Był współzałożycielem Towarzystwa Polsko-Ukraińskiego w Gdańsku – na łamach „Gwiazdy Morza” ukazał się z jego podpisem memoriał w sprawie polsko ukraińskiego pojednania. 
W latach 1992–1994 pracował w gdańskim oddziale „Gazety Wyborczej” jako dziennikarz, redaktor naczelny i dyrektor oddziału. Od 1994 pracował w TVP Gdańsk – realizując tam filmy, reportaże, publicystykę oraz materiały informacyjne. Zrealizował kilkadziesiąt reportaży oraz filmów. Od 2012 był stałym współpracownikiem wydawanego przez Pawła Huelle kwartalnika artystycznego „Bliza”. Podczas trwania w Kijowie Euromajdanu mocno zaangażowany w organizowanie na terenie Polski demonstracji wspierających ten protest, m.in. pod konsulatami Rosji i Ukrainy. Z TVP odszedł dobrowolnie, po objęciu prezesury tej instytucji przez Jacka Kurskiego. 
W 2004 wydał książkę Na własny rachunek. Rzecz o Lechu Bądkowskim.
Jest autorem do scenariuszy filmowych, a także do spektaklu Le Rêve (Marzenie) wystawionego w krakowskim teatrze „Variete” z Aleksandrą Fontaine. 
Od roku 2017 do 2020 pracował w firmie Fontaine Media jako dyrektor artystyczny. Jest współzałożycielem razem z Aleksandrą Fontaine stowarzyszenia Nous en Europe oraz Galerii Poray. Zamieszkał w Katalonii. Aktualnie (2024) mieszka i pisze w kurorcie Amelie les Bains Palada.

## Wybrana filmografia
- 2005: Kryptonim i Inspirator
- 2005: NZS. – Tak się zaczęło
- 2007: Stacja Osowa
- 2008: Bez owijania w jedwab
- 2008: Sarmacja jest w nas
- 2011: Była w moim życiu Solidarność
- 2012: Drugie życie generała
- 2015: Gdańsk. Koniec i początek
- 2016: Dziewczyna z walizką

## Nagrody i wyróżnienia
- 1997 i 2005 – Nagroda "Ostrego pióra"[21]
- 2004 – Nagroda Prolibro Legendo[22]
- 2005 – Medal Dwudziestopięciolecia Solidarności
- 2008 – Nagroda w Konkursie Pik TVP za debatę "Przed Grudniem był Marzec"[23]